# 热水墓群
热水墓群是中國青海省都兰县热水乡境内的一组吐谷浑和吐蕃墓葬群，为柴达木盆地东南吐蕃墓葬最为集中的地区。墓葬群分布于察汗乌苏河两岸，北岸共有墓葬160余座，南岸共有墓葬130余座。墓葬群发现于1982年，先后进行4次考古发掘，共发掘墓葬近百座，其中以1982年发掘的血渭一号墓和2018年发掘的2018血渭一号墓最为著名。1996年列入全国重点文物保护单位。